# Valentina Popova
 Valentina Ivanonva Popova  (ryska: Валентина Ивановна Попова), född 21 november 1960 i Sumgait, är en före detta sovjetisk och numera slovakisk bordtennisspelare. Hon var europamästare i singel, dubbel, mixed dubbel och lag. 
Hon deltog i tio EM turneringar mellan 1976 och 1998 och tog 9 guld, 1 silver och 7 brons.
1984 när EM gick i Moskva vann hon guld i alla discipliner.
2011 var hon med i veteran EM och vann i klassen +50. 
Hon spelade sitt första VM 1977 och 2001, 24 år senare sitt 13:e och sista. Hon deltog även i fyra OS med en 6:e plats i singel 1988 som bästa placering.

## Meriter
- Bordtennis VM
  - 1979 i Pyongyang
    - kvartsfinal dubbel

  - 1985 i Göteborg
    - kvartsfinal dubbel

- Bordtennis EM
  - 1976 i Prag
    - 1:a plats med det sovjetiska laget

  - 1978 i Duisburg
    - 3:a plats dubbel (med Narine Antonjan)
    - 3:a plats mixed dubbel (med Anatoli Strokatow)

  - 1980 i Bern
    - 1:a plats singel
    - 1:a plats dubbel (med Narine Antonjan)
    - 1:a plats med det sovjetiska laget

  - 1982 i Budapest
    - 3:e plats singel
    - kvartsfinal dubbel
    - 3:e plats mixed dubbel (med Igor Podnosov)

  - 1984 i Moskva
    - 1:a plats singel
    - 1:a plats dubbel med (Narine Antonjan)
    - 1:a plats mixed dubbel (med Jacques Secrétin)
    - 1:a plats med det sovjetiska laget

  - 1986 i Prag
    - 2:a plats med det sovjetiska laget

  - 1988 i Paris
    - 3:e plats singel
    - kvartsfinal dubbel
    - kvartsfinal mixed dubbel
    - 1:a plats med det sovjetiska laget

  - 1990 i Göteborg
    - 3:e plats dubbel (med Galina Melnik)

  - 1994 i Birmingham
    - kvartsfinal dubbel
    - 3:e plats mixed dubbel (med Jaromir Truksa)

  - 1998 i Eindhoven
    - kvartsfinal dubbel

- Europa Top 12
  - 1978 i Prag 3:e plats
  - 1979 i Kristianstad 5:e plats
  - 1981 i Miskolc 3:e plats
  - 1982 i Nantes 5:e plats
  - 1983 i Cleveland 4:e plats
  - 1984 i Bratislava 3:e plats
  - 1985 i Barcelona 6:e plats
  - 1987  Basel 7:e
  - 1988  Ljubljana 10:e
  - 1989  Charleroi 8:e
  - 1990  Hannover 5:e
  - 1991  Hertogenbosch 11:e

- OS
  - 1988 i Barcelona
    - 6:a singel